# Здравствуй, ночь (фильм)
«Здравствуй, ночь» (итал. Buongiorno, notte) — кинофильм итальянского режиссёра Марко Беллоккьо, вышедший на экраны в 2003 году. Лента основана на книге Анны Лауры Брагетти и Паолы Тавеллы.

## Сюжет
Фильм переносит зрителей в конец семидесятых и знакомит с главной героиней — молодой женщиной Кьярой. Вместе с коллегой по работе Эрнесто она празднует Новый год в новой квартире. Но почему они так взволнованы банальным визитом соседки? Оказывается, оба являются членами леворадикальной террористической организации «Красные бригады» и принимают участие в похищении известного политика Альдо Моро, которого планируется обменять на находящихся в заключении товарищей.

## В ролях
- Майя Санса — Кьяра
- Луиджи Ло Кашо — Мариано
- Роберто Герлицка — Альдо Моро
- Паоло Бригулья — Энцо
- Пьер Джорджо Беллоккьо — Эрнесто
- Джованни Кальканьо — Примо
- Джулио Босетти — папа Павел VI

## Награды и номинации
- 2003 — 5 наград Венецианского кинофестиваля: приз «Малый Золотой лев» (Марко Беллоккьо), приз «Золотая Озелла» (Марко Беллоккьо за сценарий), призы Пазинетти лучшему актёру (Роберто Герлицка) и лучшей актрисе (Майя Санса), приз CinemAvvenire (Марко Беллоккьо).
- 2003 — приз ФИПРЕССИ в рамках премии Европейской киноакадемии (Марко Беллоккьо).
- 2004 — премия «Давид ди Донателло» за лучшую мужскую роль второго плана (Роберто Герлицка), а также 6 номинаций: лучший фильм, лучшая режиссура, лучший сценарий (все — Марко Беллоккьо), лучшая женская роль (Майя Санса), лучший монтаж (Франческа Кальвелли), лучший звук (Гаэтано Карито).
- 2004 — премия «Серебряная лента» за лучшую мужскую роль (Роберто Герлицка), а также 7 номинаций: лучшая режиссура, лучший сценарий (обе — Марко Беллоккьо), лучшая женская роль (Майя Санса), лучшая операторская работа (Паскуале Мари), лучший монтаж (Франческа Кальвелли), лучшая работа художника (Марко Дентичи), лучший звук (Гаэтано Карито).